# David Zábranský
David Zábranský (ur. 3 marca 1977 w Pradze) – czeski pisarz mieszkający w Pradze.

## Biografia
Na Uniwersytecie Karola w Pradze ukończył kierunki: nauka o mediach (media studies) i prawo. Po studiach pracował jako prawnik w sektorze NGO. Jego praca obejmowała głównie: prawa człowieka, pomoc dla uchodźców i równouprawnienie społeczności romskiej. Obecnie jest redaktorem naczelnym strony Czech Literatura Online.

## Twórczość
Twórczość Davida Zábranskýego obejmuje przede wszystkim życie w Europie Środkowej; nawiązuje do typowych problemów młodości, niedojrzałości i dorastania. 
- Slabost pro každou jinou pláž, wyd. Argo, 2006, ISBN 80-7203-822-2 – powieść
- Šternův pokus milovat,  wyd. Argo, 2008, ISBN 978-80-7203-999-9 – powieść
- Kus umělce, czasopismo Psí víno, 2010, ISBN 978-80-904455-3-6 – nowela
- Hudba! Konečně!, ČRo, 2010 – słuchowisko
- Declassé (Lekce pro učitele), tygodnik Respekt, 2011
- Edita Farkaš, wyd. Jan Těsnohlídek, 2011, ISBN 978-80-905022-0-8 – nowela
- Edita Farkaš, wyd. Jan Těsnohlídek, 2012 – nowela
- Walterova cesta k místu posledního odpočinku jeho spolurodáka Arthura Schopenhauera, tygodnik Respekt, 2014
- Albena (autorka Kateřina Držková), ArtMap, 2015, współpraca
- Martin Juhás čili Československo, Premedia, 2015 – powieść; nominacja do nagrody Magnesia Litera 2016, za prozę
- Šest nevinných Pavel Mervart 2015, ISBN 978-80-7465-161-8 – powieść detektywistyczna, współautor
- Herec a truhlář Majer mluví o stavu své domoviny, Studio Hrdinů 2016, ISBN 978-80-906544-0-2[4]

Debiutancka powieść Slabost pro každou jinou pláž z 2006 otrzymała nagrodę Magnesia Litera w kategorii Odkrycie Roku. Książka Edita Farkaš została nominowana do nagrody Česká kniha. Magiczno-realistyczna powieść o historii Czechów i Słowaków od 1918 r. aż do komunistycznego puczu z 1948 r. pt. Martin Juhás čili Československo również dostała nominację do nagrody Česká kniha.
Zábranský otrzymał kilka międzynarodowych stypendiów, m.in. Homines Urbani, Grupy Wyszehradzkiej w Krakowie, Hermann-Kesten w Norymberdze i w Wiesbaden. Tłumaczony na język węgierski.